# Tammy (Lied)
Tammy ist ein Lied aus dem Jahr 1957, das von Jay Livingston komponiert und von Ray Evans mit einem Text versehen wurde. Vorgestellt und gesungen wurde es von Debbie Reynolds in der gleichnamigen Liebeskomödie (Originaltitel: Tammy and the Bachelor), in der Reynolds an der Seite von Leslie Nielsen die Titelrolle spielte. Der Song erhielt eine Oscarnominierung.

## Liedtext

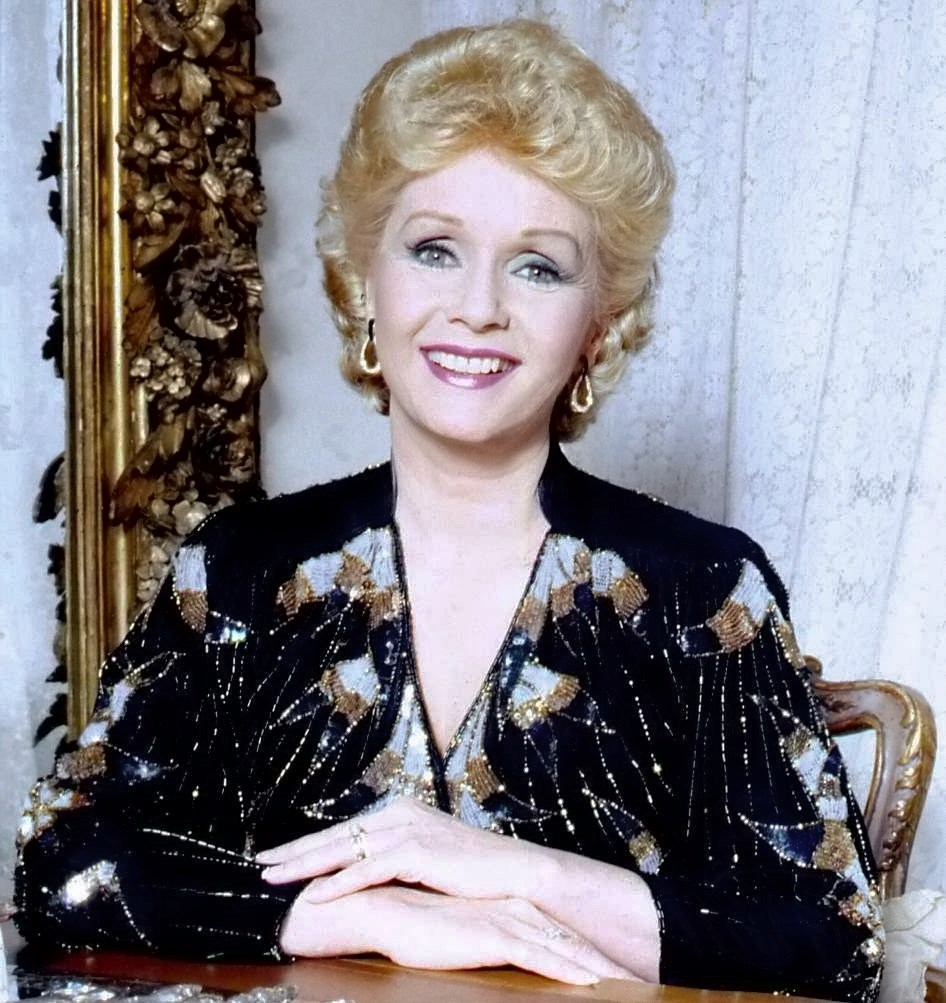
Debbie Reynolds, die das Lied 1957 sang, 1987 in ihrem Haus in Los Angeles

Ich höre die Pappeln wispern „Tammy, Tammy, Tammy ist verliebt!“ („I hear the cottonwoods whispering above ‚Tammy! Tammy! Tammy’s in love!‘“) Die Eule sagt es der Taube, Tammy, Tammy, Tammy ist verliebt! 
Spürt mein Geliebter, was ich fühle, wenn er mir nahe ist. Mein Herz schlägt so laut, dass ich denke, er könne es hören. Ich wünschte, ich wüsste, dass er wüsste, was ich träume. Tammy, Tammy, Tammy ist verliebt! Tammy, Tammy kann ihn nicht gehen lassen, weil sie ihn so sehr liebt. Wenn die Nacht mich warm und weich umhüllt, sehne mich mich nach ihm. Ich würde wie eine Geige klingen, wenn ich in seinen Armen wäre. Tammy, Tammy, Tammy ist verliebt!

## Erfolg
Für Debbie Reynolds wurde das Lied im Jahr seines Erscheinens zu einem Nummer-eins-Hit. In den Billboard-Charts erreichte es am 22. Juli 1957 erstmals Platz 1 und war für 31 Wochen gelistet. In der US CashBox war das Lied 1957 ebenfalls auf Platz 1, ebenso in Your Hit Parade of 1957. Radio Luxembourg sheet Music notierte den Song ab September 1957 für neun Wochen auf Platz 1. Im Vereinigten Königreich war das Lied im August 1957 auf Platz 2 gelistet. Es hielt sich 17 Wochen in den Charts. In Kanada belegte Tammy ab Juli 1957 Platz 2 (gelistet 14 Wochen). Weitere Erfolge: US BB Rang 12 in 1957, Flandern Rang 14 November 1957 (für einen Monat), Brasilien Rang 59 in 1957, Europa Rang 92 in den 1950ern (1957), UKMIX 295, RYM 78 in 1957. Unter den erfolgreichsten Liedern des Jahres 1957 nahm Tammy bei gelisteten 100 Songs Rang 10 ein.
Für die Single wurde Reynolds mit einer Goldenen Schallplatte ausgezeichnet. Debbie Reynolds Version von Tammy wurde auch in den Soundtrack des Kultfilms The Big Lebowski von 1998 aufgenommen, außerdem in die Filme Am Ende eines langen Tages und Fear and Loathing in Las Vegas.
Der Titel des Liedes diente dem Songschreiber und Musikproduzenten Berry Gordy als Inspiration für sein erstes Plattenlabel, das er 1959 unter dem Namen „Tammy Records“ gründen wollte, was sich aber zerschlug, weil der Name bereits besetzt war, was sodann zu dem Namen Tamla Records führte.
Olivia Newton-John erklärte, dass Vorbild und Inspiration für ihren Vortrag des Liedes Hopelessly Devoted to You in dem Musicalfilm Grease (1978) Debbie Reynolds und ihr Auftritt in Tammy gewesen sei.
In dem dänischen Filmdrama Kundskabens træ (deutscher Fernsehtitel: Baum der Erkenntnis) von 1981 wurde in der Jugendtanzszene eine Instrumentalversion des Songs verwendet.
Die australische Musikgruppe The Avalanches verwendete das Lied 2000 für ihr Album Since I Left You.

## Coverversionen
Sehr erfolgreich mit ihrer Version des Liedes waren auch The Ames Brothers, ein US-amerikanisches Vokalquartett der 1950er Jahre. Sie waren mit ihrer bei RCA Victor aufgenommenen Version erstmals Ende Juni 1957 ebenfalls in den Billboard-Charts vertreten und hielten sich 24 Wochen. In den Disk-Jockey-Charts erreichten sie Rang 5, in den Cash-Box-Charts, in denen alle Versionen kombiniert wurden, sogar Platz 1. Unter ihren 56 erfolgreichsten gelisteten Songs nimmt Tammy Rang 49 ein. Polly Bergen sang das Lied 1957 in ihrer Comedy-Varieté-Show. Der Soulsänger Sam Cooke veröffentlichte es 1957 auf seinem Album Sam Cooke. Eine weitere Version stammt von dem Popsänger Jimmie Rodgers, veröffentlicht 1958 auf seinem Album Ballads.
Der Gitarrist Duane Eddy konnte sich 1961 in der RYM auf Rang 135 platzieren. Unter seinen 38 erfolgreichsten Songs war das Lied auf Rang 37 notiert. Der Popsänger und Fernsehentertainer Andy Williams veröffentlichte seine Version 1962 auf seinem Album Danny Boy and Other Songs I Love to Sing. Terry Harrison sang das Lied ebenfalls. Der Tenor Sergio Franchi nahm den Song 1963 in England im Zusammenwirken mit Wally Stott auf seinem bei Red Seal veröffentlichten Album Women in My Life auf. Auch Trini Lopez erstellte 1964 eine Version des Songs für seine LP The Love Album, erschienen bei Reprise Records R-6165. Nancy Sinatra entdeckte das Lied 1964 ebenfalls für sich. Graham Bond veröffentlichte es auf seinem Album The Sound of ’65. Auch der Country-Sänger Slim Whitman zeichnete den Song auf.
Im Jahr 2002 veröffentlichte der US-amerikanische Sänger, Songwriter, Pianist und Schauspieler Michael Feinstein, der für sein Repertoire von Liedern aus dem Great American Songbook bekannt ist, das Lied auf seinem Album Livingston And Evans Songbook.
Auch der schwedische Musiker Jens Lekman spielte den Song 2005 auf seiner Australien-Tournee, enthalten ist er auch auf seiner EP You Deserve Someone Better Than a Bum Like Me.

## Auszeichnung
Jay Livingston und Ray Evans waren auf der Oscarverleihung 1958 mit dem Lied in der Kategorie „Bester Song“ für einen Oscar nominiert, der jedoch an Jimmy Van Heusen und Sammy Cahn und ihr Lied All the Way aus dem Filmdrama Schicksalsmelodie ging, das von Frank Sinatra gesungen wurde.
Der Film Tammy wurde mit zwei Laurel Awards und einem Blue Ribbon Award ausgezeichnet.